# Club Sportivo Italiano (Uruguay)
El Club Sportivo Italiano fue un club uruguayo de fútbol con sede en Montevideo, fundado el 20 de septiembre de 1964, como representante de la numerosa colectividad italiana radicada en Uruguay.
Fue el equipo de comunidad italiana de más transcendencia y apoyo. A pesar de que no llegó a competir en Primera División, sí lo hizo en Segunda División en 9 ocasiones. Después de su desaparición en 1995 por razones económicas, se formó un nuevo club que continuó su legado bajo el nombre de Deportivo Italiano.

## Historia
El Club Sportivo Italiano fue fundado el 20 de septiembre de 1964 por comunidades italianas en Uruguay. Fue el equipo representativo de comunidades italianas más reconocido, con buenos rendimientos deportivos y jugadores recordados, entre ellos dos de los últimos entrenadores de la selección uruguaya en la Copa del Mundo: tanto Víctor Púa como Óscar Washington Tabárez vistieron la camiseta azul.
El equipo azurro inició su andar en la Divisional Extra "B" para luego pasar a integrar la Divisional de Ascenso a la Extra en 1968, logrando ese mismo año el ascenso a la Extra. Entre 1972 y 1974 el equipo estuvo fusionado con El Tanque, formando el Sportivo Italiano El Tanque (S.I.E.T.) y compitiendo en la Primera División "B" (lo que le permitió participar del Torneo Ciudad de Montevideo de 1973 y enfrentar entre otros a Peñarol), pero posteriormente se disolvió dicha fusión.
Al regresar a competir como Sportivo Italiano, el equipo debió reiniciar desde el nivel más bajo: en la Primera División "D" de 1975 donde permaneció hasta 1979 cuando todos los clubes de esa divisional ascendieron automáticamente a Primera "C" (nivel 3).
En 1985, el club obtuvo el campeonato de la Primera "C", logrando el ascenso a la Segunda División Profesional. Italiano permanecería en la segunda categoría del fútbol uruguayo durante 9 temporadas, hasta 1994 cuando descendió, y a su vez dejó de competir por problemas económicos. Posteriormente, fue fundado el Club Deportivo Italiano como continuador del mismo.

## Uniforme
- Uniforme titular: Camiseta azul, pantalón blanco, medias azules.
- Uniforme alternativo: Camiseta blanca, pantalón azul, medias blancas.

## Datos del club
- Temporadas en Primera División Profesional: 0

- Temporadas en Primera División "B": 9 (1986-1994) (+3 fusionado como S.I.E.T. entre 1972 y 1974)
  - Debut: 1986
  - Última vez: 1994
- Temporadas en Primera División "C": 7 (1979-1985)
- Temporadas en Extra/Primera División "D": 7 (1969-1971 / 1975-1978)
- Temporadas en Extra "B"/Divisional de Ascenso: 3 (1965-1966 / 1968)

## Palmarés

### Torneos nacionales
- Primera "C" (1): 1985.